# Hindeloopen
Hindeloopen (en frison : Hylpen) est un village de la commune néerlandaise de Súdwest Fryslân, situé dans la province de Frise.

## Géographie
Le village est situé à l'extrémité sud-ouest de la province de Frise, au bord de l'IJsselmeer, à 20 km au sud-ouest de la ville de Sneek.

## Histoire
Hindeloopen obtient le droit de cité en 1225 et en 1368 devient membre de la Ligue hanséatique.
Hindeloopen est une commune indépendante avant le 1er janvier 1984, date à laquelle elle est supprimée et intégrée au sein de la nouvelle commune de Nijefurd. Le 1er janvier 2011, celle-ci est à son tour fusionnée au sein de Súdwest Fryslân.

## Galerie
|                            |
| Vue générale d'Hindeloopen |

|                                              |
| Un bâtiment à l'entrée de la ville de Workum |

|                                     |
| L'écluse avec le pont-levis en bois |

|                       |
| Le port d'Hindeloopen |

|                                        |
| Vue de l'IJsselmeer près d'Hindeloopen |

## Démographie
Le 1er janvier 2021, le village comptait 850 habitants.